# Dompierre-sur-Nièvre
Dompierre-sur-Nièvre település Franciaországban, Nièvre megyében. Lakosainak száma 183 fő (2022. január 1.). Dompierre-sur-Nièvre Châteauneuf-Val-de-Bargis, Arbourse, Beaumont-la-Ferrière, La Celle-sur-Nièvre, Champlemy, Giry, Prémery és Saint-Bonnot községekkel határos.

## Népesség
A település népességének változása:
| Lakosok száma | 195  | 200  | 197  | 191  | 191  | 190  | 190  | 185  | 183  |
|               | 2013 | 2015 | 2016 | 2017 | 2018 | 2019 | 2020 | 2021 | 2022 |